# 雷桂龙
雷桂龙（1961年9月—），男，汉族，山西闻喜人，中华人民共和国政治人物，现任西藏自治区政协副主席、秘书长，机关党组副书记。